# Luigi Cremonini
Luigi Cremonini (Savignano sul Panaro, 28 aprile 1939) è un imprenditore italiano.

## Biografia
Luigi Cremonini nasce nel 1939 a Savignano sul Panaro da una famiglia di agricoltori.
A 19 anni apre una porcilaia.
Nel 1963 apre con il fratello Giuseppe una piccola macelleria, pietra miliare del Gruppo Cremonini.
Nel 1966 fonda Inalca che si specializza nel settore macellazione.
A partire dagli anni settanta il gruppo Cremonini ingloba varie aziende diventando un vero colosso nel settore.
Negli anni ottanta viene fondato Burghy (ristorazione), poi ceduto a McDonald's nel 1996 in cambio della fornitura da parte di Inalca della carne bovina per la catena americana. 
Nel 1991 viene rilevato lo storico marchio "Montana" (carne in scatola).
Nel 2001 fonda un'altra catena di ristorazione, Roadhouse Grill, tuttora attiva. 
Nel settore della ristorazione ferroviaria tramite Agape e Chef Express opera in 8 paesi, in particolare per i servizi sulle linee ad Alta Velocità. Contemporaneamente tramite la controllata Inalca (pariteticamente con la brasiliana JBS fino a quando Cremonini non ricompra di nuovo la metà del capitale in precedenza vendutogli) espande la sua attività anche in Russia, ove nel 2010 inaugura, a Mosca, uno stabilimento "destinato alla distribuzione dei prodotti made in Italy e alla produzione di hamburger per McDonald's in Russia".
Agli inizi del 2000, secondo fonti di stampa, sarebbe stato oggetto di un tentativo di sequestro sventato.
È stato consigliere di amministrazione della Banca Popolare dell'Emilia Romagna fino al 2013.
Nel 1985 è stato nominato cavaliere del lavoro. Il 23 maggio del 1994 l'Università di Bologna gli ha conferito la laurea honoris causa in Medicina Veterinaria.
In ambito culturale ha finanziato integralmente gli scavi archeologici e l'allestimento museale dello "Spazio Cremonini al Trevi", completati nel 2009, riguardanti l'area 'Vicus Caprarius', nei pressi di Fontana di Trevi a Roma.
Agli inizi del 2010 molti compiti operativi nella capogruppo di famiglia sono passati al figlio Vincenzo.